# Ekonomiåret 1929

## Händelser

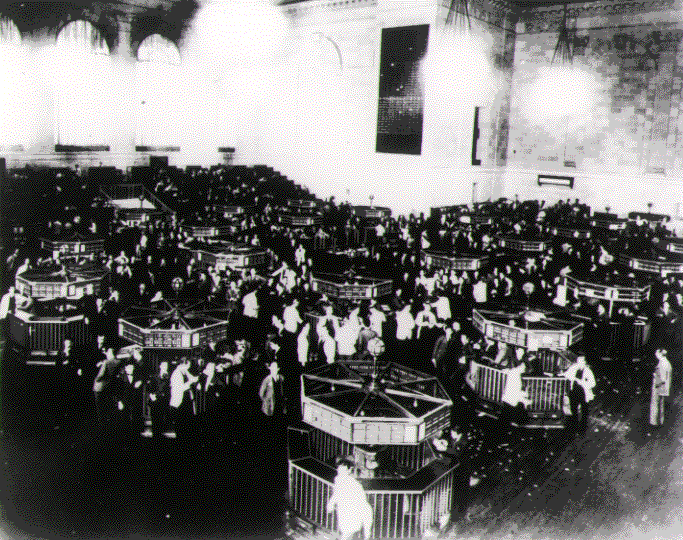
Wall Street-kraschen.

- 29 oktober - Börskrasch i USA utlöser lågkonjunktur Jorden runt. Den lågkonjunktur som kallas det glada 1920-talet är därmed över och "Den stora depressionen" inleds.[1]

## Bildade företag
- 20 augusti - Svenska Cellulosa Aktiebolaget (SCA), Sverige (skogsindustri)[2]